# Blue Spark
Blue Spark – singel zespołu X wydany w 1982 roku przez firmę Elektra Records.

## Lista utworów
1. Blue Spark
2. Dancing with Tears in My Eyes

## Skład
- Exene Cervenka – wokal
- Billy Zoom – gitara
- John Doe – wokal, gitara basowa
- D.J. Bonebrake – perkusja